# Cristina Grigoraș
Cristina Grigoraş (Oneşti, 11 de fevereiro de 1966) é uma ex-ginasta romena que competiu em provas de ginástica artística.
Grigoraş disputou ao lado de Nadia Comaneci, Emilia Eberle, Rodica Dunca, Melita Rühn e Dumitriţa Turner os Jogos Olímpicos de Moscou. Neles, conquistou a medalha de prata na prova coletiva, superada pelas soviéticas. Em 1984, atingiu sua maior conquista: a medalha de ouro olímpica coletiva, nos Jogos de Los Angeles.